# Parapachyacris
Parapachyacris is een geslacht van rechtvleugeligen uit de familie veldsprinkhanen (Acrididae). De wetenschappelijke naam van dit geslacht is voor het eerst geldig gepubliceerd in 2008 door Yin & Yin.

## Soorten
Het geslacht Parapachyacris  is monotypisch en omvat slechts de volgende soort:
- Parapachyacris taiwanensis (Yin & Yin, 2008)